# Alexander Zaleski
Alexander Mieceslaus Zaleski (ur. 24 czerwca 1906, zm. 16 maja 1975), amerykański biskup polskiego pochodzenia. Święcenia kapłańskie przyjął w 1931. W marcu 1950 mianowany biskupem pomocniczym archidiecezji Detroit i tytularnym biskupem Lyrbe. W październiku 1964 ustanowiony koadiutorem diecezji Lansing (stan Michigan), objął rządy w diecezji w grudniu 1965.